# 24 Timer (sæson 3)
Den tredje sæson, også kendt som Dag 3 af tv-serien 24 Timer blev sendt første gang i USA 28. oktober 2003 og sendte sidste episode 11. maj 2004. Den første episode varede en hel time og var uden reklamer. I Danmark sendte TV 2 sæsonen .
Den tredje sæsons historie starter og slutter klokken 13:00.

## Medvirkende
Dette er en liste over den centrale rollebesætning i Sæson 3. Se Liste over personer i 24 Timer for en mere fuldstændig liste.
- Kiefer Sutherland som Jack Bauer (Sæson 1-6)
- Elisha Cuthbert som Kim Bauer (Sæson 1-3 og 5)
- Carlos Bernard som Tony Almeida (Sæson 1-5)
- Reiko Aylesworth som Michelle Dessler (Sæson 2-5)
- James Badge Dale som Chase Edmunds (Sæson 3)
- Dennis Haysbert som Præsident David Palmer (Sæson 1-5)
- Penny Johnson Jerald som Sherry Palmer (Sæson 1-3)
- Mary Lynn Rajskub som Chloe O'Brian (Sæson 3-6)
- Zachary Quinto som Adam Kaufman (Sæson 3)
- Paul Schulze som Ryan Chappelle (Sæson 1-3)
- Jesse Borrego som Gael Ortega (Sæson 3)
- DB Woodside som Wayne Palmer (Sæson 3 og 5-6)
- Sarah Clarke som Nina Myers (Sæson 1-3)
- Glenn Morshower som Agent Aaron Pierce (Sæson 1-6)
- Joaquim de Almeida som Ramon Salazar (Sæson 3)
- Vincent Laresca som Hector Salazar (Sæson 3)
- Vanessa Ferlito som Claudia Salazar (Sæson 3)
- Paul Blackthorne som Stephen Saunders (Sæson 3)
- Greg Ellis som Michael Amador (Sæson 3)
- Riley Smith som Kyle Singer  (Sæson 3)
- Sarah Wynter som Kate Warner (Sæson 2-3)

## Sæson oversigt
Den tredje sæson finder sted tre år efter begivenhederne i Sæson 2 og finder højst sandsynligt sted i september 2008.
Sæsonens centrale handling handler om truslen fra biologisk terrorisme—en dødelig virus bliver sluppet fri i Los Angeles—mens præsident Palmer er i byen for at deltage i en debat mod sin nærmeste modstander i sin genvalgs-kampagne.
Den tredje sæson kan opdeles i tre dele:
1. CTU skal stoppe terrorister fra at slippe en dødelig virus løs blandt indbyggerne i Los Angeles hvis ikke narkobaronen Ramon Salazar bliver frigivet.
2. Jack skal få fat i virussen da den bliver solgt ved en transaktion i Mexico.
3. Dagens sande skurk afsløres og CTU skal stoppe ham fra at slippe den farlige virus løs.

### Større sidehandlinger

#### Politisk
- Præsident Palmer står overfor en skandale under sin genvalgskampagne angående sin doktor/kæreste (en kvinde hvis eksmand tilsyneladende har fusket med regnskaber ).
- En af Palmers store støtter, Alan Milliken, kræver at præsidenten fyrer sin bror Wayne Palmer fordi han har haft en affære med Millikens kone, Julia. Dette fører til flere ting:
  - Præsident Palmer ringer til sin ekskone, Sherry Palmer, som indirekte slår Milliken ihjel.
  - Sherry og David Palmer dækker over disse begivenheder ved at lyve overfor politiet.
  - Palmers modstander, Senator John Keeler, bruger dette mod Palmer og tilbyder ham muligheden for at trække sig fra valget.
  - Julia dræber, nær sæsonens slutning, Sherry og begår herefter selvmord, hvilket får Palmer til at trække sig fra sin genvalgskampagne.

#### Counter Terrorist Unit
- Spændte romantiske forhold mellem Tony Almeida og Michelle Dessler, Kim (Jacks datter) ogd Chase Edmunds.
- Jacks personlige problemer: han prøver at komme sig efter at være blevet afhængig af heroin, en afhængighed han siger han udviklede som en del af en undercover operation, mens andre mener at det er en måde at undslippe smerten fra hans kone Teri Bauers død.

### Afslutning
På trods af mangel på twists af handlingen i ellevte time, sker der vigtige begivenheder i slutningen af tredje sæson, som har store konsekvenser for den næste sæson: For det første er Jack tvunget til at hugge en del af Chases arm af med en økse for at løsrive et tidsindstillet apparat med virussen som var sat på Chases håndled (selvom Chase fik sin arm tilbage og var på hospitalet og få den syet sammen igen). For det andet melder Tony sig selv til myndighederne for sin rolle i at hjælpe terroristlederen, Stephen Saunders, med at undslippe for at redde Michelles liv. For det tredje beslutter præsident Palmer sig for ikke at stille op til genvalg, da hans ekskone Sherry bliver myrdet under mystiske omstændigheder. Det antages at vicepræsident James 'Jim' Prescott overtog det Demokraternes kandidatur og efterfølgende tabte valget. Jack accepterede også Kim og Chases forhold.

## Trivia
- Dette er den første sæson hvor handlingen begynder i USA.
- I modsætning til de to første sæsoner, ender den tredje ikke med en pludselig drejning af plottet. Det er også den første sæson som ikke slutter med et lydløst ur, selvom det blev brugt tidligere i sæsonen da Jack var tvunget af terrorister til at henrette sin boss, Ryan Chappelle.
- Denne sæson har det højeste antal dræbte på grund af angrebet på Chandler Hotel, og drabene på diverse CTU og Delta Force mandskab.
- Et af de karakteristiske træk ved den første sæson var, at næsten hvilken som helst af personerne kunne være god eller ond. For at bringe denne følelse tilbage, og for at forny serien, besluttede producerne sig for ikke at forny kontrakterne med de fleste af de medvirkende. På grund af dette har seriens skabere sagt at de tre første sæspner var en slags trilogi og at den fjerde sæson ville blive en slags "genfødsel".
- I løbet af episode 19 kræver Saunders at en liste med navne sendes til ham via en webside. Den webside er sylviaimports.com Arkiveret 5. oktober 2020 hos  Wayback Machine, som stadig indeholder en kort besked til besøgende.
- Nina Myerss pasfoto vises kort på en CTU skærm i denne sæson. Navnet på passet er ikke Nina Myers men Sarah Berkeley, som er Sarah Clarkes giftenavn. Dette kan være en fejltagelse, men begivenhederne i sæson 2 gør det plausibelt at Ninass pas kunne udstedes under et falskt navn
- I løbet af scenen hvor Sherry Plamer bliver skudt kan man tydeligt se en af filmfolkene reflekteret i køleskabsdøren.

## Eksterne links
- TV.com: 24 Sæson 3 Episode Guide Arkiveret 20. december 2008 hos  Wayback Machine